# Bescaby
Bescaby är en by i civil parish Sproxton, i distriktet Melton, i grevskapet Leicestershire i England. Byn är belägen 10 km från Melton Mowbray. Bescaby var en civil parish 1858–1936 när blev den en del av Sproxton. Civil parish hade 17 invånare år 1931.